# Willa dyrektora kopalni „Giesche”
Willa dyrektora kopalni „Giesche” (nazywana willą Brachta lub błędnie willą Uthemanna) – willa znajdująca się w katowickiej dzielnicy Giszowiec, przy ulicy Pszczyńskiej 10. 
Budynek powstał w 1910 roku w stylu łączącym neobarok, klasycyzm i secesję, a przeznaczony był dla dyrektora kopalni „Giesche” (późniejszy „Wieczorek”). W czasie II wojny światowej zamieszkał w willi Fritz Bracht – gauleiter i nadprezydent prowincji Górny Śląsk, natomiast po wojnie pełnił funkcję przedszkola, domu kultury, harcówki i banku.

## Historia

### Początki

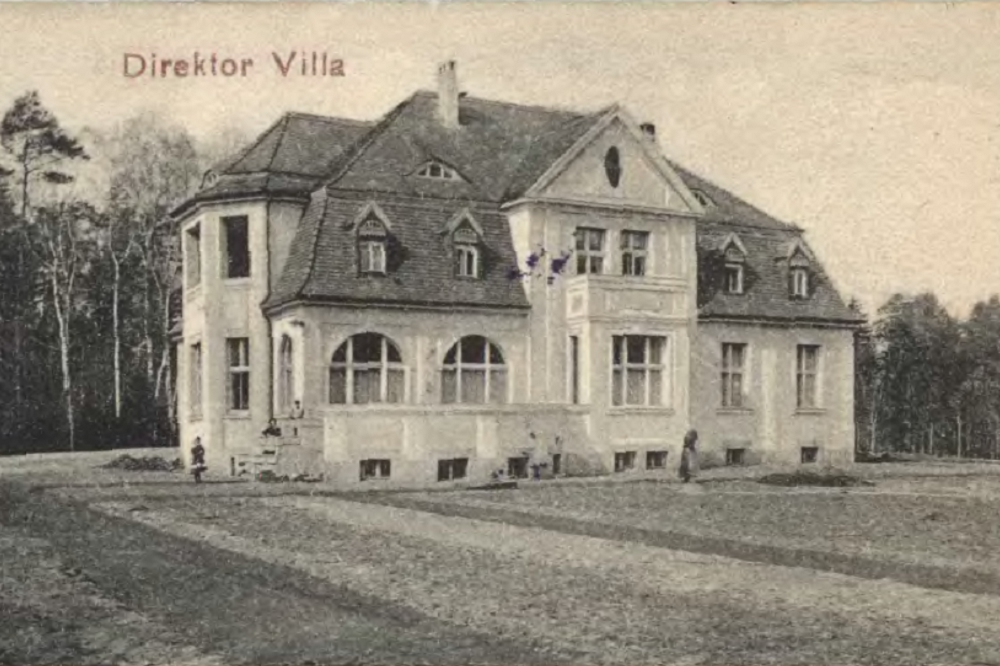
Willa dyrektora kopalni „Giesche” na fragmencie pocztówki z ok. 1909 roku

Willa została wybudowana w 1910 roku wraz z przyległym do niej osiedlem patronackim Giszowiec dla dyrektora kopalni „Giesche” (późniejszy „Wieczorek”). Została ona zaprojektowana przez Georga i Emila Zillmannów razem z osiedlem Giszowiec. Budowy doglądał osobiście dyrektor koncernu Georg von Giesches Erben – Anton Uthemann, choć sam nigdy w niej nie mieszkał (willa powstała dla dyrektora kopalni „Giesche”, a Uthemann był dyrektorem całego koncernu i mieszkał w pałacyku w Załężu). Według innych źródeł willa miała być darem dla Uthemanna za wkład w rozwój spółki, ale jej nie przyjął.
W 1912 roku przy willi stał przeniesiony z Janowa pomnik ufundowany przez ordynata mysłowickiego – Aleksandra Mieroszewskiego w 1835 roku. Pierwszym lokatorem willi został ówczesny dyrektor kopalni – Carl Besser. Pod wpływem politycznych nacisków w 1926 roku wyjechał on do Berlina, a do willi wprowadził się prezes spółki Silesian-American Corporation.

### II wojna światowa

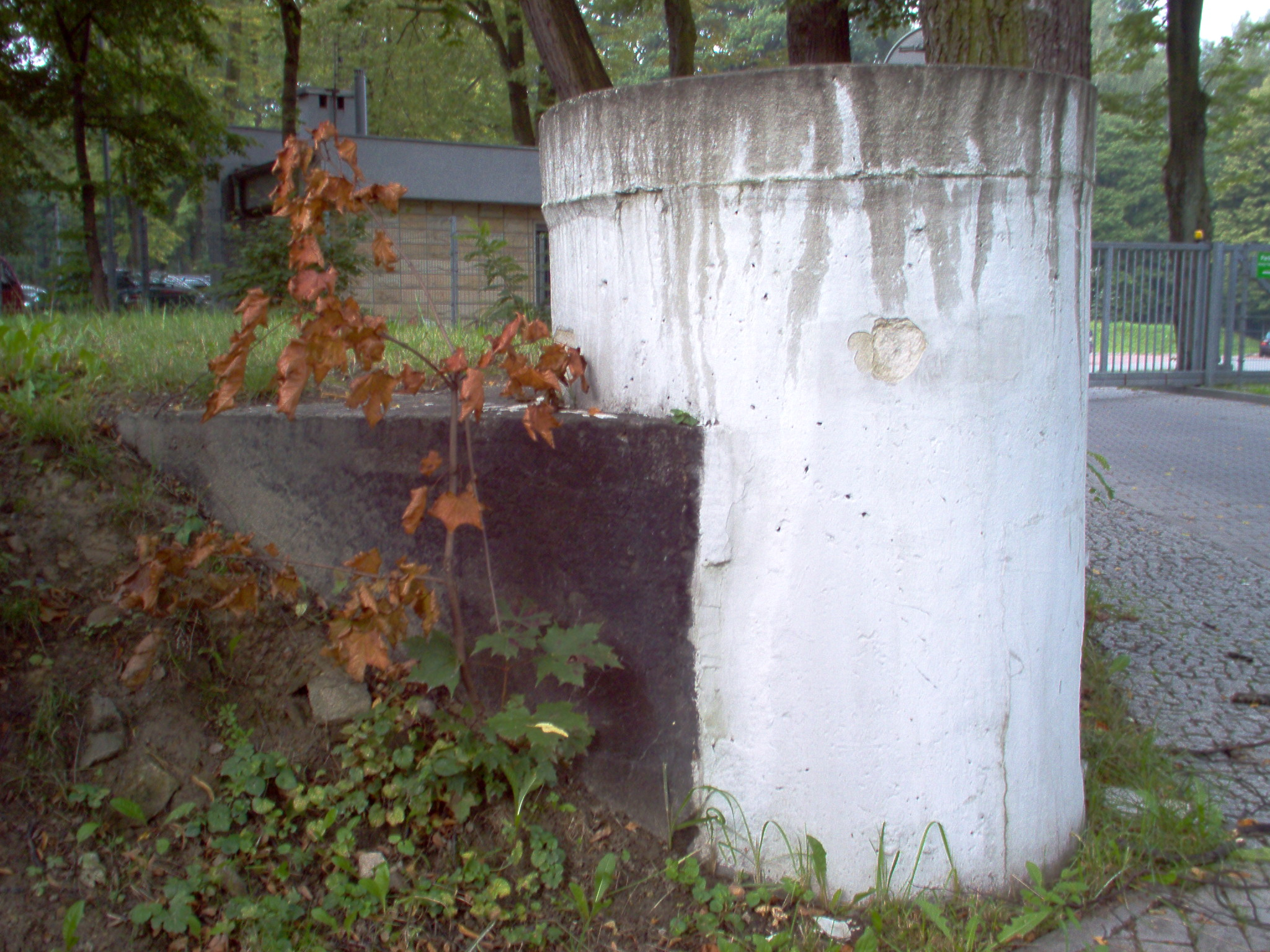
Bunkier strażniczy, powstały w czasie II wojny światowej

Podczas II wojny światowej, w latach okupacji niemieckiej w willi zamieszkiwał Fritz Bracht – gauleiter i nadprezydent prowincji Górny Śląsk w III Rzeszy. Przeprowadził się do niej w 1941 roku wraz ze swoją żoną Paulą. Obszar wokół willi podlegał wówczas silnej ochronie ze strony SS. Wzmocniono również garnizon posterunku Schutzpolizei w Giszowcu, a także wysyłano patrole Kriminalpolizei z Katowic w różnych godzinach. W tym czasie powstał również system schronów. Ponadto, na wypadek ewentualnego ataku, z budynku prowadziły podziemne tunele. Jedno z jego wyjść miało być połączone z lotniskiem na Muchowcu. Tunel obecnie jest zasypany.
Fritz Bracht w czasie swojego pobytu w willi nakazał zniszczenie pomnika ufundowanego przez Mieroszewskiego. Ogrodnik nie wypełnił rozkazu i po potłuczeniu cokołu pomnik zakopał w ziemi w innym miejscu. Został on odkopany po II wojnie światowej. Obecnie znajduje się na skwerze Emila i Georga Zillmannów w Nikiszowcu.
Za czasów Brachta willę odwiedzali wysocy funkcjonariusze III Rzeszy. M. in. wieczorem, 17 lipca 1942 roku w willi zatrzymał się Heinrich Himmler, nadzorujący pierwszy transport Żydów holenderskich do obozu zagłady Auschwitz-Birkenau. W związku z wizytacją Himmlera w obozie KL Auschwitz-Birkenau, następnego dnia w godzinach porannych willę odwiedzili również Rudolf Höss wraz ze Ernstem Schmauserem.

### Okres powojenny
Po II wojnie światowej, w latach 50. XX wieku w willi mieściło się przedszkole przeniesione z budynku dawnej szkoły ewangelickiej, natomiast po oddaniu do eksploatacji kopalni „Staszic”, w 1966 roku uruchomiono Klub Zakładowy. W klubie zorganizowano sekcje o różnorodnej tematyce. Działały tam sekcje: szachowa, modelarska, plastyczna, taneczna, recytatorska i muzyczna. W willi funkcjonowała również kawiarnia, a w pobliskim parku mały basen. Willa stanowiła miejsce spacerów okolicznych mieszkańców. W latach 70. XX wieku w budynku zorganizowano katowicki hufiec Związku Harcerstwa Polskiego, a potem organizowano w nim jedynie uroczystości weselne. W tym czasie pracował tu jako portier malarz Erwin Sówka.
Po przemianach ustrojowych w 1989 roku budynek willi stał opuszczony, a stan techniczny ulegał z czasem pogorszeniu. W 1996 roku został on zakupiony przez firmę Węglokoks, który przeprowadził modernizację obiektu. Dodatkowo, do willi dobudowano biurowiec, w którym działał od 2004 oddział Getin Banku. Pod koniec 2014 roku przeniósł swoją siedzibę do biurowca przy al. W. Roździeńskiego. Cały kompleks 8 września 2017 roku został wystawiony na sprzedaż w cenie około 25 milionów złotych netto.

## Architektura i otoczenie

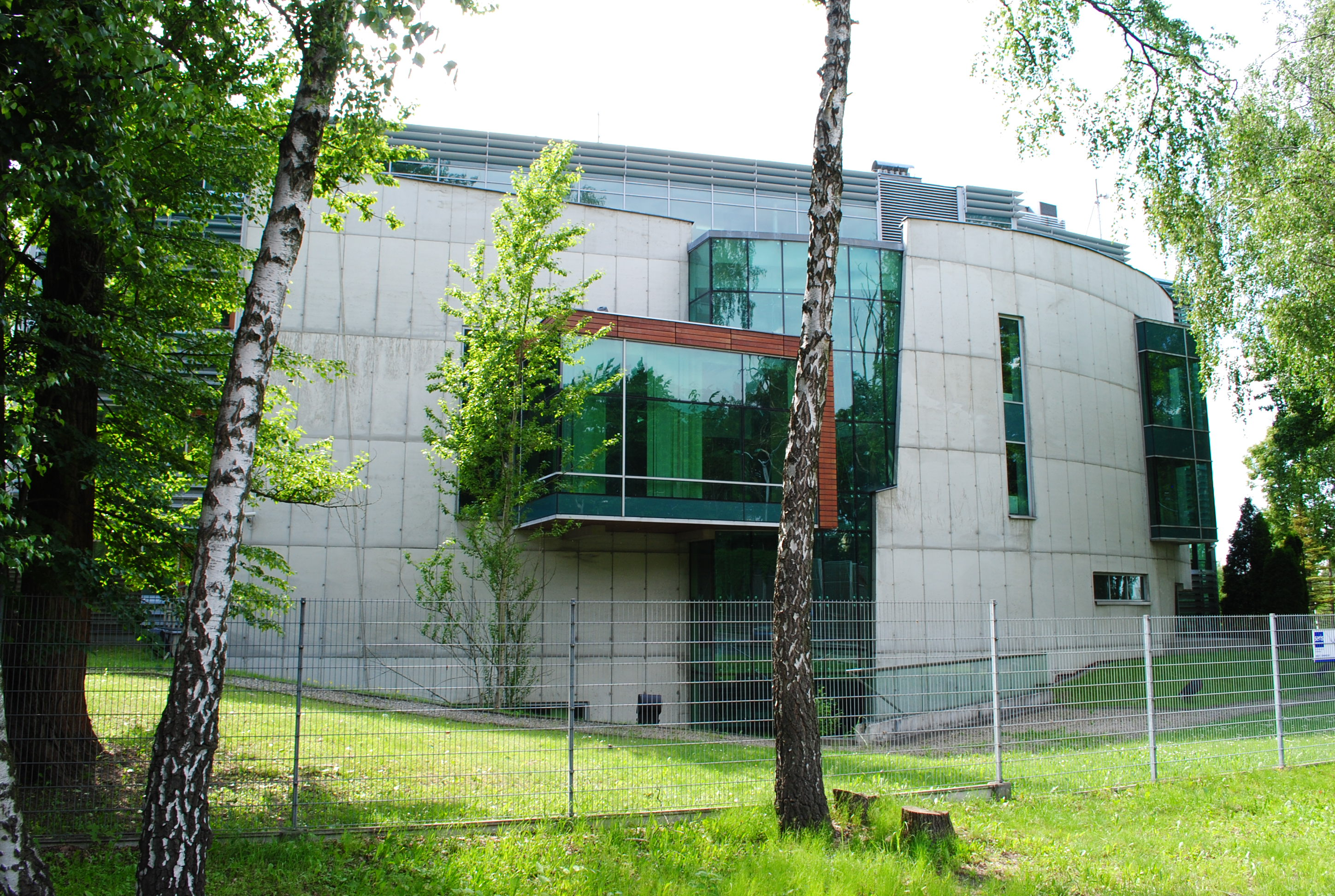
Biurowiec dobudowany do zabytkowej willi w 2004 roku

Budynek willi dyrektora kopalni „Giesche” powstał w 1910 roku na skraju wybudowanego w tym samym czasie osiedla patronackiego Giszowiec. Został on zaprojektowany przez Georga i Emila Zillmannów z Charlottenburga. Budynek ten łączy style neobaroku, klasycyzmu i secesji. Jest on wzorowany na podberlińskich willach. Budynek zbudowano na skraju lasu, przy drodze do Murcek (obecnie ulice Pszczyńska i Bielska). Został on otoczony dużym ogrodem. W sąsiedztwie willi znajdował się budynek ze stajniami i mieszkaniem woźnicy, a także mieszkanie ogrodnika, przy którym znajdowała się szkółka drzew.
We wnętrzu willi pierwotnie znajdowały się przestronne pokoje, dwie łazienki oraz jedna z pierwszych na Górnym Śląsku wind elektrycznych. Budynek ten był również podłączony do sieci centralnego ogrzewania. W 1939 roku podczas inwentaryzacji wykonanej na zlecenie kopalni „Giesche” wyliczono powierzchnię willi na 438 m². Na parterze znajdował się salon, dwa pokoje, kuchnia, jadalnia, hall i taras. Nie wiadomo, jaki był wówczas układ pomieszczeń na piętrze. Przy willi znajdował się również garaż i stajnia z dwoma mieszkaniami, szklarnia, pomieszczenia gospodarcze oraz ogród. W parku zaś był kort tenisowy, ogród kwiatowy i warzywny oraz sad.
Willa wraz z przyległym do niej biurowcem jest obecnie ogrodzona stalową siatką. Wjazd do niej odbywa się przez dwie bramy – północną (główna) i południowa. Willa wraz z biurowcem są wyposażone w podstawową infrastrukturę techniczną. Na północ od willi znajdują się korty tenisowe wraz z budynkami towarzyszącymi.